# Дэвид, Кит
Кит Дэвид (англ. Keith David; полное имя Кит Дэвид Уильямс (англ. Keith David Williams); род. 4 июня 1956, Нью-Йорк) — американский актёр кино и телевидения, актёр озвучивания, певец. Получил известность после съёмок в таких фильмах как «Мужчины за работой», «Столкновение», «Все без ума от Мэри». Также стоит отметить его не главные, но запоминающиеся роли в таких популярных фильмах как: «Нечто» (персонаж Чайлдс), «Чужие среди нас» (персонаж Эрмитаж), роль Имама в серии фильмов про Риддика «Чёрная дыра» и «Хроники Риддика», генерал Кимси в фильме «Армагеддон», рядовой Кинг в фильме «Взвод» и Большой Тим в фильме «Реквием по мечте».
Кит Дэвид также широко известен в Америке и англоговорящих странах как актёр озвучивания. Актёр обладает низким глубоким и запоминающимся голосом. В 2005 году, став рассказчиком в документальном фильме Unforgivable Blackness: The Rise and Fall of Jack Johnson, он получил свою первую Премию «Эмми» за лучшее озвучивание. Став закадровым голосом в серии документальных фильмов режиссёра Кена Бёрнса о Второй Мировой войне «Война», актёр получил за эту работу свою вторую премию «Эмми» за лучшее озвучивание. Также Кит Девид активно озвучивает персонажей диснеевских мультсериалов и персонажей компьютерных игр (Арбитр в «Halo 2», Дэвид Андерсон в серии игр «Mass Effect», десептикон Бэррикейд в «Transformers: The Game», Джулиус Литтл в «Saints Row» и «Saints Row 2», Сержант Фоули в «Call of Duty: Modern Warfare 2», камео в «Saints Row IV» и другие).

## Ранние годы
Дэвид родился в Гарлеме, но вырос в другом районе Нью-Йорка, в Куинсе. Его мать (в девичестве Долорес Диккенсон) работала менеджером в компании New York Telephone. Отец будущего актёра, Лестер Уильямс, был бухгалтером. Желание стать актёром в нём пробудило участие в школьной постановке «Волшебника из страны Оз» в роли Смелого Льва. В старших классах школы он посещал курсы Высшей школы актёрского мастерства в Манхэттене. В 1975 году он поступил в Джульярдскую школу на отделение драматического искусства. В 1979 году он окончил образование с дипломом бакалавра.

## Карьера
В 1980-81 годах Дэвида взял в свою труппу Джон Хаусман и он участвовал в представлениях по всей стране организованных The Acting Company в театральных постановках шекспировского «Сна в летнюю ночь» и пьесы Сэмюэля Беккета «В ожидании Годо».
В 1982 году к нему пришла первая известность за роль Чайлдса в фильме Джона Карпентера «Нечто». Эта роль стала началом его полноценной кинокарьеры. Затем последовали работы в таких картинах как «Взвод» Оливера Стоуна, «Чужие среди нас» Джона Карпентера (их вторая совместная работа), «Дом у дороги» и другие. В послужном списке Дэвида чередуются как роли в блокбастерах, так и роли в достаточно проходных лентах. Одной из самых заметных ролей Кита Дэвида в независимом кино стала роль Большого Тима в фильме Даррена Аронофски «Реквием по мечте».
Помимо съёмок в кинофильмах Кит принимает участие и в сериалах. Он играл в таких сериалах как: «C.S.I.: Место преступления» (2003 год), «Ясновидец» (2008 год), «Гавайи 5.0 (2010 год)» и других. На регулярной основе он снимался в недолго просуществовавших «Плащ» и «Завербован». В 2015 году Дэвид получил центральную роль в сериале Oprah Winfrey Network «Гринлиф».

## Работы озвучивания
| Год  |    | Русское название           | Оригинальное название         | Роль                          |
| ---- | -- | -------------------------- | ----------------------------- | ----------------------------- |
| 1997 | мс | Спаун                      | Todd McFarlane’s Spawn        | Спаун / Эл Симмонс            |
| 1998 | мс | Геркулес                   | Hercules: The Animated Series | Аполлон                       |
| 2008 | мф | Коралина в Стране Кошмаров | Coraline                      | Кот                           |
| 2009 | мф | Принцесса и лягушка        | The Princess and the Frog     | Доктор Фасилье                |
| 2013 | с  | Библия                     | The Bible                     | Рассказчик                    |
| 2013 | мф | Индюки: Назад в будущее    | Free Birds                    | вождь Большеклюв              |
| 2015 | мф | Рик и Морти                | Rick and Morty                | Жираф Наоборот, Президент США |
| 2020 | мс | Амфибия                    | Amphibia                      | Король Андриас                |
| 2022 | мф | Энтергалактик              | Entergalactic                 | мистер Рейджер                |
| 2024 | мс | Отель Хазбин               | Hazbin Hotel                  | Хаск                          |

## Избранная фильмография
| Год  |    | Русское название                              | Оригинальное название                  | Роль                                                 |
| ---- | -- | --------------------------------------------- | -------------------------------------- | ---------------------------------------------------- |
| 1979 | ф  | Крёстный отец диско                           | Disco Godfather                        | театральный менеджер                                 |
| 1982 | ф  | Нечто                                         | The Thing                              | Чайлдс                                               |
| 1986 | ф  | Взвод                                         | Platoon                                | Кинг                                                 |
| 1987 | ф  | Бесконечная погоня                            | Hot Pursuit                            | Альфонсо                                             |
| 1988 | ф  | Брэддок: Без вести пропавшие 3                | Braddock: Missing in Action III        | капитан у ворот посольства                           |
| 1988 | ф  | Без предела                                   | Off Limits                             | Морис                                                |
| 1988 | ф  | Звёзды и полосы                               | Stars and Bars                         | Эжен Тигарден                                        |
| 1988 | ф  | Птица                                         | Bird                                   | Бастер Франклин                                      |
| 1988 | ф  | Чужие среди нас                               | They Live                              | Френк                                                |
| 1989 | ф  | Дом у дороги                                  | Road House                             | Эрни Басс                                            |
| 1989 | ф  | Всегда                                        | Always                                 | Powerhouse                                           |
| 1990 | ф  | Мужчины за работой                            | Men at Work                            | Луис Феддерс                                         |
| 1990 | ф  | Помеченный смертью                            | Marked for Death                       | Макс                                                 |
| 1992 | ф  | Окончательный анализ                          | Final Analysis                         | детектив Хаггинс                                     |
| 1992 | ф  | Статья 99                                     | Article 99                             | Лютер Жермо                                          |
| 1993 | тф | Последний изгой                               | The Last Outlaw                        | Лавкрафт                                             |
| 1994 | ф  | Реальность кусается                           | Reality Bites                          | Роджер                                               |
| 1994 | ф  | Кукловоды                                     | The Puppet Masters                     | Алекс Холланд                                        |
| 1995 | ф  | Толкачи                                       | Clockers                               | Тренс «Великан» Эшли                                 |
| 1995 | ф  | Мёртвые президенты                            | Dead Presidents                        | Кирби                                                |
| 1995 | ф  | Быстрый и мёртвый                             | The Quick and the Dead                 | сержант Кантрелл                                     |
| 1995 | ф  | С унынием в лице                              | Blue In The Face                       | Джекки Робинсон                                      |
| 1996 | ф  | Око за око                                    | An Eye For An Eye                      | Мартин                                               |
| 1996 | ф  | Больше чем жизнь                              | Larger Than Life                       | Хёрст                                                |
| 1997 | ф  | Вулкан                                        | Volcano                                | лейтенант полиции Эд Фокс                            |
| 1997 | тф | Дон Кинг: Только в Америке                    | Don King: Only in America              | Герберт Мухаммед                                     |
| 1997 | тф | История Тайгера Вудса                         | The Tiger Woods Story                  | Эрл Вудс                                             |
| 1998 | ф  | Армагеддон                                    | Armageddon                             | генерал Кимси                                        |
| 1998 | ф  | Все без ума от Мэри                           | There's Something About Mary           | Чарли, отчим Мэри                                    |
| 2000 | ф  | Реквием по мечте                              | Requiem for a Dream                    | Большой Тим                                          |
| 2000 | ф  | Там, где сердце                               | Where the Heart Is                     | Мозес Уайткоттен                                     |
| 2000 | ф  | Дублёры                                       | The Replacements                       | Линделл                                              |
| 2000 | ф  | Чёрная дыра                                   | Pitch Black                            | Абу (Имам) аль-Валид                                 |
| 2001 | ф  | Новокаин                                      | Novocaine                              | детектив Лант                                        |
| 2002 | ф  | Парикмахерская                                | Barbershop                             | Лестер Уоллес                                        |
| 2003 | ф  | Агент Коди Бэнкс                              | Agent Cody Banks                       | директор ЦРУ                                         |
| 2003 | ф  | Глава государства                             | Head of State                          | Бернард Купер                                        |
| 2003 | ф  | Голливудские копы                             | Hollywood Homicide                     | Леон                                                 |
| 2003 | ф  | Агент Коди Бэнкс 2: Пункт назначения — Лондон | Agent Cody Banks 2: Destination London | директор ЦРУ                                         |
| 2004 | ф  | Хроники Риддика                               | The Chronicles of Riddick              | Абу (Имам) аль-Валид                                 |
| 2004 | ф  | Столкновение                                  | Crash                                  | лейтенант Диксон                                     |
| 2005 | ф  | Мистер и миссис Смит                          | Mr. & Mrs. Smith                       | Отец                                                 |
| 2005 | ф  | Перевозчик 2                                  | The Transporter 2                      | Стэпплтон                                            |
| 2006 | ф  | Вне закона                                    | ATL                                    | Джон Гарнетт                                         |
| 2006 | в  | В тылу врага 2: Ось зла                       | Behind Enemy Lines II: Axis of Evil    | Скотт Бойтано                                        |
| 2006 | ф  | Оргазм в Огайо                                | The Oh in Ohio                         | тренер Попович                                       |
| 2007 | ф  | Знать бы, что я гений                         | If I Had Known I Was a Genius          | Папа                                                 |
| 2007 | ф  | Операция «Дельта-фарс»                        | Delta Farce                            | сержант Килгроув                                     |
| 2007 | ф  | Первое воскресенье                            | First Sunday                           | судья Беннет Галловей                                |
| 2008 | ф  | Супергеройское кино                           | Superhero Movie                        | шеф полиции                                          |
| 2008 | ф  | Новый парень моей мамы                        | My Mom's New Boyfriend                 | глава ФБР Конрад                                     |
| 2009 | ф  | Последняя надежда человечества                | Against the Dark                       | Уотерс                                               |
| 2009 | ф  | Пастор Браун                                  | Pastor Brown                           | пастор Джо Браун                                     |
| 2009 | ф  | Геймер                                        | Gamer                                  | агент Кит                                            |
| 2009 | ф  | Всё о Стиве                                   | All About Steve                        | Корбитт                                              |
| 2009 | ф  | Дон Маккей                                    | Don McKay                              | Отис Кент                                            |
| 2009 | в  | В тылу врага 3: Колумбия                      | Behind Enemy Lines: Colombia           | Скотт Бойтано                                        |
| 2010 | ф  | Братство танца: Возвращение домой             | Stomp the Yard: Homecoming             | Терри Харрис                                         |
| 2010 | ф  | Письмо счастья                                | Chain Letter                           | детектив Джим Креншоу                                |
| 2010 | ф  | Смерть на похоронах                           | Death at a Funeral                     | преподобный Дэвис                                    |
| 2010 | ф  | Я и Моника Велюр                              | Meet Monica Velour                     | Клод                                                 |
| 2010 | ф  | Лотерейный билет                              | Lottery Ticket                         | Свит Ти                                              |
| 2011 | ф  | Ложковилка                                    | Spork                                  | тренер Дженкинс                                      |
| 2012 | ф  | Облачный атлас                                | Cloud Atlas                            | Купака / Джо Нейпир / генерал Ан-Кор Апис / Провидец |
| 2013 | ф  | Нападение на Уолл-стрит                       | Assault on Wall Street                 | полицейский Фредди                                   |
| 2016 | ф  | Славные парни                                 | The Nice Guys                          | старший парень                                       |
| 2017 | ф  | Дикий пёс                                     | Savage Dog                             | Валентайн                                            |
| 2018 | ф  | Истории из морга 2                            | Tales from the Hood 2                  | Симмс                                                |
| 2018 | ф  | Вечерняя школа                                | Night School                           | Джеральд Уокер                                       |
| 2019 | ф  | 21 мост                                       | 21 Bridges                             | полицейский начальник Спенсер                        |
| 2021 | ф  | Ученик экзорциста                             | The Seventh Day                        | отец Луи                                             |
| 2022 | ф  | Нет                                           | Nope                                   | Отис Хейвуд-старший                                  |
| 2023 | ф  | Американское чтиво                            | American Fiction                       | Вилли                                                |
| 2023 | с  | Правдивая ложь                                | True Lies                              | Альберт Гибсон-старший                               |